# دانیل دیویس
دانیل دیویس (انگلیسی: Daniel Davis؛ زادهٔ ۲۶ نوامبر ۱۹۴۵) هنرپیشه اهل ایالات متحده آمریکا است. وی از سال ۱۹۷۰ میلادی تاکنون مشغول فعالیت بوده‌است.
از فیلم‌هایی که وی در آن نقش داشته‌است، می‌توان به حیثیت اشاره کرد.